# Emma Leth
Emma Nok Leth (* 26. Juli 1990 in Kopenhagen) ist ein dänisches Model und Schauspielerin.

## Leben und Wirken
Emma Leth ist die Tochter der Filmproduzentin Karoline Leth (* 1964), die Schwester des Schauspielers Aksel Leth, die Enkelin des Schauspielers Jørgen Leth und eine Nichte des Regisseurs Asger Leth und des Komponisten Kristian Leth (* 1980).
Sie stand bereits als 10-Jährige für Werbespots vor der Kamera. Leth, die nie eine Schauspielausbildung absolviert hatte, wirkte von 2001 bis 2010 in zwölf dänischen Filmen und Fernsehserien mit. Danach war sie hauptsächlich als Model tätig. Leth stand unter anderem in Dänemark, Schweden, Deutschland, Italien und Frankreich bei verschiedenen Modelabels unter Vertrag und war dort auf dem Laufsteg tätig. Sie ist auch als Fotomodell aktiv.
Emma Leth ist seit Juni 2018 mit Tal Rosenzweig verheiratet, mit dem sie zwei Söhne hat.

## Filmografie
- 2001: Unit One – Die Spezialisten (Fernsehserie)
- 2004: Fucking 14 (Kurzfilm)
- 2004: Saledes skete Det (Kurzfilm)
- 2005: Afrejsen (Kurzfilm)
- 2006: Supervoksen
- 2006: Et andet sted (Kurzfilm)
- 2008: Alliancen (Kurzfilm)
- 2008: Der verlorene Schatz der Tempelritter 3 – Das Geheimnis der Schlangenkrone (Tempelriddernes Skat III: Mysteriet om Slangekronen)
- 2009: Tick Tick Boom (Kurzfilm)
- 2009: Kristian (Fernsehserie)
- 2009: En historie om en pigetrio (Kurzfilm)
- 2010: Die Wahrheit über Männer (Sandheden om mænd)